# Kommissarin Lucas – Der schwarze Mann
Der Schwarze Mann ist ein Film des ZDF, der Teil der Serie Kommissarin Lucas ist. Christiane Balthasar führte Regie bei dem 2008 ausgestrahlten Fernsehfilm. Kommissarin Lucas (Ulrike Kriener) wird mit dem Mord an einem zwölfjährigen Jungen konfrontiert, bei dem Pädophilie im Spiel ist. Die Haupt-Gaststars dieser Folge sind neben Alice Dwyer und Bernd Tauber Aljoscha Sena Zinflou und Peter Kurth sowie die Kinderdarsteller Sandro Iannotta und Mia-Sophie Wellenbrink.

## Handlung
Sven Reimer wird tot im Wald aufgefunden in unmittelbarer Nähe eines Kinderferienlagers. Der erst zwölfjährige Junge wurde höchstwahrscheinlich ermordet, wie forensische Spuren vermuten lassen. Kriminalhauptkommissarin Ellen Lucas ermittelt innerhalb des Ferienlagers, wo ihr Lars Berger auffällt, der dunkelhäutig ist und kein Alibi hat. Die kleine Stefanie, Tochter von Kommissar Martin Schiff, die sich ebenfalls im Kinderferienlager befindet, erzählt ihrem Vater von einem ominösen schwarzen Mann, den sie in der Nacht, als Sven verschwand, gesehen habe. Tim, wie der verstorbene Sven Reimer ein Heimkind, erzählt Lucas derweil von einem Zauberstein mit einem Gesicht, den Sven stets bei sich getragen habe, und den er nun gern haben möchte, der aber seit dem Todesfall spurlos verschwunden ist.
Dann gerät der Obdachlose Antholz ins Visier der Ermittlungen, der felsenfest behauptet, den Jungen bereits tot aufgefunden und mit dem Mord nichts zu tun zu haben. Bei einer Vernehmung durch Lucas bricht Antholz überraschend zusammen. Der herbeigerufene Notarzt kann nur noch seinen Tod feststellen. Der Obdachlose war kurz nach dem Auffinden des Kindes von einem Auto angefahren worden und hatte die abschließende Untersuchung im Krankenhaus nicht abgewartet. Dienststellenleiter Boris Noethen will daraufhin die Ermittlungen einstellen, da er Antholz für den Schuldigen hält.  Doch Ellen Lucas kommen Zweifel, sie bittet Noethen, ihr noch 48 Stunden zu geben, um weitere Ermittlungen anzustellen. Noethen stimmt zu.
Lucas mietet sich in der Waldgaststätte von Jürgen Müller ein, die sich in der Nähe des Feriencamps befindet. Dann taucht der Stein wieder auf, er befand sich im zum Camp gehörigen Wagen der Betreuer. Alle drei besitzen einen Schlüssel zum Fahrzeug. Tina Burckhard hat inzwischen herausgefunden, dass überall da, wo Jürgen Müller eine Gaststätte betrieb, Fälle von Kindesmissbrauch aufgetreten sind und Müller sich jeweils kurz danach abgesetzt hat. Lucas findet im Besitz von Müller eine Kiste mit vielen weißen Steinen, in die ein Gesicht geritzt ist. Dann ist der kleine Tim verschwunden und Katja, die mit Lucas auf der Suche nach ihm ist, wird von der jungen Frau in den Abgrund am Steinbruch gestoßen, kann sich aber gerade noch festhalten. Im allerletzten Moment rettet Jürgen Müller die Kommissarin und zieht sie hoch. 
Es stellt sich heraus, dass Jürgen Müller der Onkel der Betreuerin Katja Müller ist. Katja liebt ihn wie einen Vater und bezeichnet ihn auch als solchen und den einzigen Menschen, der hingeschaut und kapiert habe, wie es ihr gegangen sei. Obwohl Katja Jürgen Müller schützen will, findet Lucas heraus, dass sie nur hinzukam, nachdem Müller Sven die Hand auf den Mund gehalten hatte, als er schrie. In dem Glauben, das Kind sei tot, hat Katja den Jungen im Wagen des Camps zum Steinbruch transportiert und ihn dort in den Abgrund geworfen. Es sollte aussehen, als sei Sven verunglückt. Zu diesem Zeitpunkt lebte das Kind jedoch noch. Lucas meint zu Katja, sie habe gedacht, sie vertusche einen Mord, das Kind könnte jedoch noch leben, wenn sie richtig hingeschaut hätte. Jürgen Müller reagiert hilflos, als Lucas ihm davon erzählt und ihn damit konfrontiert, dass er aus Katja eine Mörderin gemacht habe.

## Produktion

### Dreharbeiten, Veröffentlichung
Der Film, an dessen Drehbuchbearbeitung Thomas Berger und Christian Jeltsch beteiligt waren, wurde in Regensburg und Umgebung gedreht und am 29. November 2008 zur Hauptsendezeit im ZDF erstausgestrahlt.
Die Folgen 7–12 wurden am 16. September 2016 vom Studio Hamburg Enterprises auf DVD veröffentlicht.

### Privates der Kommissare
Lucas erfährt von Tina Burckhard, dass sie schon seit geraumer Zeit nicht mehr mit Martin Schiff liiert, sondern nur noch gut befreundet sei. Rike, Ellen Lucas’ Schwester, hat sich inzwischen mit Ellens Vermieter Max angefreundet. Als Rike, die glaubt, schwanger zu sein, einen Hund anschleppt, ist Max, der erst erklärt, dass Tierhaltung im Haus nicht erlaubt sei, letztendlich ganz vernarrt in das Tier.  

## Kritik
Die Kritiker der Fernsehzeitschrift TV Spielfilm vergaben die bestmögliche Wertung (Daumen nach oben) und befanden: „Christiane Balthasar, die mit TV-Produktionen wie ‚Vertraute Angst‘ tiefgründige Psychoschocker vorgelegt hat, inszeniert mit sicherer Hand: Sie schürt subtil die Ängste des Zuschauers – und unterwandert geschickt dessen Erwartungshaltung.“ Das Fazit lautete demzufolge auch: „Heikles Thema, klug umgesetzt“.
tpg von Kino.de führte aus, „Pädophilie“ sei „immer ein heikles Thema“, zumal man beim Samstagskrimi „auch damit rechnen“ müsse, „dass Kinder zuschauen“. Das „Dilemma“ werde dadurch vermieden, dass das Drehbuch den „Hintergrund lange völlig offen“ lasse und „später auch nur andeute[]“. Die Regisseurin nutze „die Chance“, um der „von vielen Zuschauern offenbar als zu hart und unleidlich empfundenen Kommissarin weichere Züge zu geben“, und erreiche dies über die Gespräche mit dem von Sandro Iannotta gespielente kleinen Tim, die „sehr warmherzig“ seien. Im Hinblick auf die private Ebene in den einzelnen Folgen, die in „anderen Krimis oft wie ein Fremdkörper“ wirke, sei die „harmonische Integration“ ein „weiterer Beleg für die Qualität der Reihe“.
Rainer Tittelbach von tittelbach.tv stellte fest, dass die Ansagen, die Ellen Lucas in der Regel mache, „sachlich, präzise, kühl“ und knapp seien. Um ihren neunten Fall zu lösen, müsse sie sich nun „mit einem Kind anfreunden“. Weiter führte Tittelbach aus: „‚Der schwarze Mann‘ behält lange etwas Schwebendes – auch die Spannung wird immer wieder neu belebt. Prägnante Verhörszenen, das Camp-Ambiente. der dieses Mal besonders ausgefeilte Privatkosmos und überzeugende Gastschauspieler runden den starken Krimi ab, dessen kleine Tricks man gern übersieht.“ Der Kritiker zog dann auch das Fazit, dies sei „ein starker ‚Lucas‘-Fall“, der noch „etwas über dem Durchschnitt der Reihe“ liege – und „das heiße schon was!“